# Martin Keßler (Filmemacher)
Martin Keßler (* 5. Dezember 1953 in Weidenau) ist ein deutscher Filmemacher und freier Fernsehjournalist.

## Leben
Er studierte Geschichte, Germanistik, Wirtschafts- und Gesellschaftswissenschaften in Marburg und Berlin. 1985 machte er ein Volontariat bei Malte Rauch. Seit 2001 unterrichtet Martin Keßler als Lehrbeauftragter an der Philipps-Universität Marburg.
Schwerpunkte von Keßlers Arbeit seit Mitte der 1980er Jahre sind Berichte, Reportagen, Dokumentationen zu Sozial- und Wirtschaftsthemen, zunächst für die öffentlich-rechtlichen Fernsehanstalten in Deutschland. In den letzten Jahren haben zunehmend Stiftungen und andere Partner seine Filme finanziert.
2010 erhielt er den „BCC-Preis“ der Business Crime Control.

## Filmografie (Auswahl)
- 1997: Milde Gaben statt Sozialstaat
- 1998: Billigjobs für Millionen
- 1998: Der Geldadel vom Taunushang
- 1999: Schatten über der Stadt
- 1999: Überleben im Autokrieg
- 2000: Die Ärztin von St. Pauli
- 2000: König der Putzfrauen
- 2001: Das Milliardengrab
- 2001: David gegen Goliath
- 2002: Polnische Maulwürfe
- 2002: Warum mußte Klaus Herzberg sterben?
- 2003: Die Maulwürfe von Walbrzych
- 2003: Frankfurter Häuserkampf
- 2004: Lulas Kampf gegen den Hunger
- 2005: Neue Wut I – Vereinzelter Protest oder neue soziale Bewegung?
- 2006: Neue Wut II – Kick it like Frankreich – Der Aufstand der Studenten
- 2007: Neue Wut III – Das war der Gipfel!
- 2007–2008: ERNESTO alias ERNST – Der Widerstandskämpfer gegen den Nationalsozialismus und Globalisierungskritiker Ernesto Kroch
- 2011: Count-Down am Xingu
- 2017: Reise in den Herbst[3]